# Campionati mondiali juniores di bob 1990
I Campionati mondiali juniores di bob 1990, quarta edizione della manifestazione organizzata dalla Federazione Internazionale di Bob e Skeleton, si sono disputati a Breuil-Cervinia, in Italia, sulla pista "Lac Bleu", il tracciato naturale situato nei pressi dell'omonimo lago. La località valdostana (frazione del comune di Valtournenche) ha quindi ospitato le competizioni mondiali di categoria per la prima volta nel bob a due uomini e nel bob a quattro.

## Risultati

### Bob a due uomini
La gara si è disputata nell'arco di due manches.
|     | René Thierfelder Ulf Hielscher  | Germania Est     |     |     |
|     | Peter Hinz Andreas Reisch       | Germania Ovest   |     |     |
|     | Gunters Lorsbergs Igor Borherts | Unione Sovietica |     |     |
| ... | ...                             | ...              | ... | ... |

### Bob a quattro
La gara si è disputata nell'arco di due manches.
|     | Éric Alard Max Robert nd      | Francia      |     |     |
|     | Matthias Benesch Sven Rühr nd | Germania Est |     |     |
|     | nd                            | Germania Est |     |     |
| ... | ...                           | ...          | ... | ... |

## Medagliere
| Posizione | Nazione          | Oro | Argento | Bronzo | Totale |
| --------- | ---------------- | --- | ------- | ------ | ------ |
| 1         | Germania Est     | 1   | 1       | 1      | 3      |
| 2         | Francia          | 1   | 0       | 0      | 1      |
| 3         | Germania Ovest   | 0   | 1       | 0      | 1      |
| 4         | Unione Sovietica | 0   | 0       | 1      | 1      |
| Totale    | Totale           | 2   | 2       | 2      | 6      |